# Свети Йоаким Осоговски (Кутугерци)
„Свети Йоаким Осоговски“ е българска църква в село Кутугерци, община Кюстендил.

## История
Някога манастирският комплекс е служил като метох на Осоговския манастир.
Църквата е построена през 1895 година високо над последните къщи на село Кутугерци, сред дъбова гора, на мястото на стар манастир, от майстор Стоимен от село Дождевица. Представлява еднокорабна едноапсидна постройка. От запад четири дървени стълба поддържат аркадата от дървена направа. Градежът е от камъни и кал. Иконостасът е датиран от 1905 година, като иконостасните икони са рисувани от живописеца Евстатий Попдимитров от село Осой.
16 август 2009 година архимандрит Григорий, протосингел на Софийска митрополия, след като извършва чина Обновление на храм, отслужва празнична света Литургия в посветения на храм св. Йоаким.
Църквата празнува на 16 август.